# 眼下の獣
「眼下の獣」（がんかのけもの、原題: "The Beast Below"）は、イギリスのSFドラマ『ドクター・フー』の第5シリーズ第2話。エグゼクティブ・プロデューサー兼筆頭脚本家のスティーヴン・モファットが執筆し、BBC Oneと BBC HD で2010年4月10日に放送された。
本作では、タイムトラベラーの異星人11代目ドクター（演:マット・スミス）と彼の新コンパニオンのエイミー・ポンド（演:カレン・ギラン）は遠い未来に到着し、スコットランドを除くイギリスの巨大な文化的人工物を輸送するために建設されたスターシップUKに乗船する。当時の人類は危険な太陽フレアにより居住不能となった地球から脱出して宇宙船で生活していた。しかし、ドクターとエイミーは船の政府が船を先導するスターホエールを秘密裏に拷問していることを発見する。スターホエールを解放することは、船に乗っている全ての人間を死なせることになると信じられているのだった。
本作ではエイミーが初めて地球を離れた旅の様子が描写され、彼女がどれほどドクターにとって重要な存在で、彼がどれほど旅のコンパニオンを必要としているかが示された。本作は第5シリーズの第2製作ブロックの一部として2009年秋に撮影された。BBC One と BBC HD での視聴者数は842万人で、放送された週では5番目に多く視聴された番組となった。批評家からは一般に好意的な反応を受け、スミスとギランの相性を称賛する声も多かった。しかし、想像力に富んだコンセプトが多すぎたため物語の結論が満足なものではなかったとする意見や、本作の発するメッセージが以前ほど強いものでないとする意見もあった。

## 連続性
本作では太陽フレアが原因で29世紀に地球が放棄されたと主張された。これはクラシックシリーズの「宇宙の箱舟」や The Sontaran Experiment に共通するプロットである。劇中でリズ10はドクターが以前にヴィクトリア（「女王と狼男」）やエリザベス1世（「言葉の魔術師」や「ドクターの日」）およびエリザベス2世（Silver Nemesis）らイギリスの君主と出会っていたことに言及した。リズ10は「パンドリカが開く」にて52世紀のロイヤル・コレクションへの侵入者（リヴァー・ソング）と対峙する形で再登場した。エイミーが調査した作業員のテントはマグパイ電気店の正面に位置していた。マグパイ電気店の初登場はシリーズ2の「テレビの中に住む女」である。また、本作は時空間の裂け目というストーリー・アークを引き継いでおり、エピソード終盤でスターシップUKの側面に時空の裂け目が出現していた。

## 製作

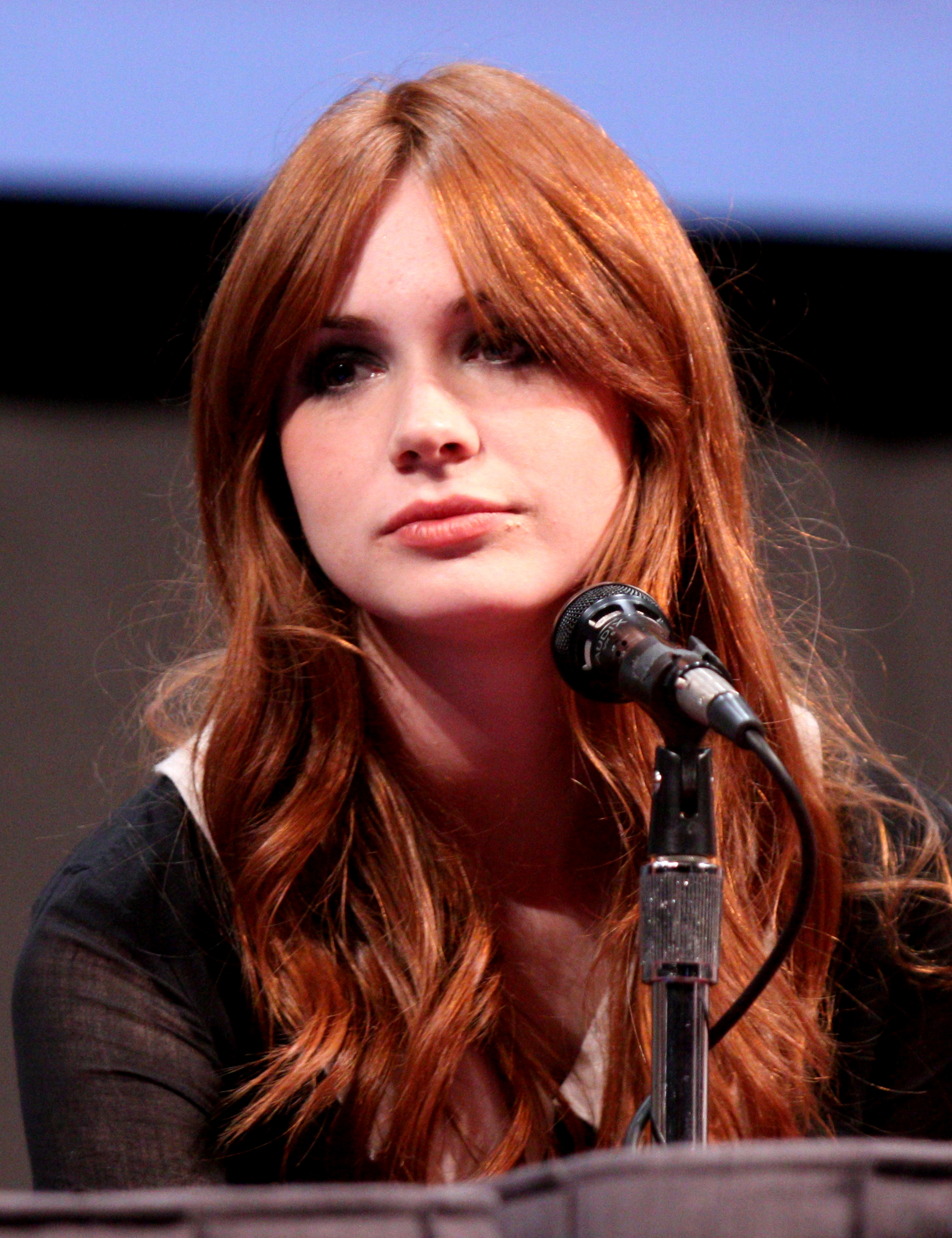
本作はドクターのコンパニオンであるエイミー・ポンド（演:カレン・ギラン）の重要性を示すことが意図されていた。

エグゼクティブ・プロデューサー兼筆頭脚本家のスティーヴン・モファットは本作をドクターのコンパニオンとしてエイミーを紹介するものとして執筆しており、初めて地球を離れて時空を冒険する彼女の姿が描かれた。エピソードのクライマックスにおいて、ドクターが最良の策としてスターホエールを安楽死させようとする間にエイミーはより人道的な別の解説策を思いついた。この展開は大きな過ちとしてドクターの記憶の中で際立つものとして考案された。また、この展開でドクターはコンパニオンを必要とせざるをえず、エイミーが彼にとっていかに重要な存在であるかが示された。
「眼下の獣」は第5シリーズの第2製作ブロックで製作され、本作の台本の読み合わせは2009年8月20日に行われた。リズ10のバッキンガム宮殿でのシーンは同年9月22日の夜にポート・タルボットのマーガム・カントリー・パークで撮影され、宮殿にはオレンジェリーの内装が使用された。クライマックスの舞台となったロンドン塔の部屋はニース・アビーで撮影された。スターシップUKの産業通りはマンヒラッドの放棄された工場で撮影された。工場は脚本にモファットが記した詳細な説明に合致するようアート部門がデザインを施した。ギランは、セットで感じた驚嘆の感覚を、初めて通りに感心したエイミーの行動に落とし込んだという。
スターホエールの舌のセットはアート部門にとっても演者たちにとっても挑戦的であった。スタント・コーディネーターによるガイダンスを受け、スミスとギランは短く滑り落ちてから約1.8メートル落下することが求められた。ギランは、撮影の中でこのシーンが最も奇妙だったと主張した。宇宙空間に浮かぶエイミーの足首をドクターが掴んでいる冒頭シーンでは、ギランはグリーンスクリーンの前に置かれたターディスの上にワイヤーで巻き上げられ、宇宙に居る効果が送風機で生み出された。
リズ10役のソフィー・オコネドーと政府高官ホーソーン役のテランス・ハーディマンの両名は、本作とは別に『ドクター・フー』に関連する役を経験した。オコネドーは以前にオンラインフラッシュアニメ Scream of the Shalka にて、シャルカ・ドクターとして知られるもう一人の9代目ドクターのコンパニオンであるアリソン・チェイニー役を演じていた。ハーディマンは後に Big Finish Productionsのオーディオ The Book of Kells でキング・シトリックの声を担当した。

## 放送と反応
「眼下の獣」はイギリスでは2010年4月10日に BBC Oneで初めて放送された。当夜の視聴者数は非公式ながら BBC One で640万人、BBC HD でのサイマル放送では3万人に達した。これは、放送当日の番組の中で最高視聴者数を記録したことを意味する。タイフシフト数値を加算すると、BBC One での視聴者数は793万人、BBC HD では49万4000人に達し、トータルで842万人に上った。2010年4月11日で終わる週では5番目に多く視聴者された番組の称号を獲得し、イギリスの全チャンネルでも11位にランクインした。本作の Appreciation Index は86であった。日本では2015年6月4日にAXNミステリーにて、レギュラー放送枠では初放送となった前話「11番目の時間」に続いて直後に放送された。
「眼下の獣」は「11番目の時間」や「ダーレクの勝利」および特典映像と共にリージョン2のDVDで2010年6月7日に発売された。2010年11月8日には完全版第5シリーズDVDの一部として再発売された。日本語版DVDは2014年10月3日に『ドクター・フー ニュー・ジェネレーション DVD-BOX 1』に同梱されて発売された。

### 批評家の反応
本作はテレビの批評家たちから広く肯定的なレビューを受けた。タイムズ紙のアンドリュー・ビレンは本作に5つ星を与え、マット・スミスの"気まぐれ"なドクターや、ソフィー・オコネドーの演技、エピソードのコンセプトを称賛した。しかし彼は、ドクターがタイム・ウォーのことを「よくないこと」（英語版では "bad day"）として流したシーンに言及し、モファットが他のファンほどタイムロードに興味がないのかもしれないと懸念を示した。メトロのケイス・ワトソンはドクターとエイミーの関係の掘り下げを称賛した。ガーディアン紙のサム・ウォラストンは未来のイギリスと現在のイギリスが一致していると指摘し、エイミー・ポンドが大好きだと告白もした。
SFX誌のラッセル・ルウィンは「眼下の獣」に星5つのうち4つ星を与え、とても満足だとした。特に彼は主役2人の演技とコンパニオンとしてのエイミーのキャラクター作りを称賛し、脚本と会話も高評価した。ガーディアン紙のダン・マーティンは、彼は生体解剖に反対するメッセージが途中で失われてしまったようだともコメントしたものの、単にスターシップUKに来訪するだけでなく登場人物の関係をテストしたことが良く働いたとして物語を褒めた。彼は11代目ドクターが10代目ドクターとは対照的に非人道的な素質を持っていることを高評価し、本作を5段階で4とした。ラジオ・タイムズのパトリック・マルケーンは本作のスターホエールを救う展開について感動もせず感覚をくすぐられもしなかったと述べ、大人向けというよりも子ども向けだったゆえに輪の中に入れなかったと感じた。しかし、彼はスミスとギランおよびソフィー・オコネドーの演技を賞賛し、本作に登場するロボットであるスマイラーの創作も高く評価した。
IGNのマット・ウェールズは本作に対してより複雑な意見を抱き、10段階で7と評価した。彼は本作のアイディアについては他の番組がシーズン丸ごとをかけてやるような素晴らしく想像力に富んだものだと考えたが、アイディアが調和していなくて全体として満足できるものではないと思い、狂気的なアイディアとアクションの混合に対して効果的に響いてはいないと結論した。アイディアが膨大に存在したためキャラクター作りが貧相であったともウェールズは指摘しており、特にリズ10とスマイラーがそうであったとした。しかし、彼はスミスとギランの相性を称賛し、モファットの考えた台詞についても爽快だと評価した。2013年2月にモファットは「眼下の獣」について自身の書いたエピソードの中で最も気に入らないものだと述べ、グチャグチャだと表現した。